# Halstead
Halstead este un oraș în comitatul Essex, regiunea East, Anglia. Orașul se află în districtul Braintree.